# Liste von Sendeanlagen in Nordrhein-Westfalen
Die Liste von Sendeanlagen in Nordrhein-Westfalen umfasst Sendeanlagen insbesondere für Fernsehen, Hörfunk, Mobilfunk und Richtfunk in Nordrhein-Westfalen.
In den letzten Jahren wurden zahlreiche Sendetürme mit einer neuen Sendeantenne zur Verbreitung von digitalen Fernsehen ausgestattet. Durch diesen Umbau wurde häufig auch die Höhe des Turms verändert, so dass man gelegentlich auf abweichende Werte für Turmhöhen stößt.

## Liste
| Name                                                            | Kreisfreie Stadt / Kreis   | Höhe (m)     | Baujahr aktueller Antennenträger                     | Inhaber                   | Funktionen                                              | Geographische Koordinaten       | Bemerkungen | Wikidata |
| --------------------------------------------------------------- | -------------------------- | ------------ | ---------------------------------------------------- | ------------------------- | ------------------------------------------------------- | ------------------------------- | --- | -------- |
| Fernmeldeturm Sendenhorst                                       | Kreis Warendorf            | 133          |                                                      | Deutsche Funkturm         | UKW                                                     | 51° 50′ 56″ N, 7° 50′ 22″ O     | |          |
| Sender Oelde-Stromberg                                          | Kreis Warendorf            |              |                                                      | Media Broadcast           | UKW                                                     | 51° 48′ 19″ N, 8° 12′ 59″ O     | | Wikidata |
| Fernmeldeturm Haltern                                           | Kreis Recklinghausen       | 111,35       | 1973                                                 | Deutsche Funkturm         | Richt- und Mobilfunk                                    | 51° 45′ 57″ N, 7° 7′ 2″ O       | | Wikidata |
| Fernmeldeturm Recklinghausen                                    | Kreis Recklinghausen       | 90 + Antenne | ca. 1978                                             |                           |                                                         | 51° 36′ 55,5″ N, 7° 13′ 31,9″ O | |          |
| Fernmeldeturm Waltrop                                           | Kreis Recklinghausen       |              |                                                      |                           |                                                         | 51° 37′ 3,9″ N, 7° 24′ 58,9″ O  | |          |
| Sender Marl-Herne                                               | Kreis Recklinghausen       |              |                                                      |                           |                                                         | 51° 42′ 26,3″ N, 7° 8′ 48,6″ O  | |          |
| Sender Aachen-Stolberg                                          | Städteregion Aachen        | 231          | 1993                                                 | WDR                       | UKW, DAB+, DVB-T2                                       | 50° 46′ 43″ N, 6° 14′ 37″ O     | | Wikidata |
| Mulleklenkes                                                    | Aachen                     | 133          | 1984                                                 | Deutsche Funkturm         | UKW, DAB+, DVB-T2                                       | 50° 44′ 44″ N, 6° 2′ 35″ O      | | Wikidata |
| Sender Rütscher Straße                                          | Aachen                     |              | 2006                                                 | (früher WDR), RWTH Aachen | UKW (Hochschulradio Aachen), TV eingestellt             | 50° 47′ 15″ N, 6° 4′ 18″ O      | | Wikidata |
| Fernmeldeturm Allenberg                                         | Hochsauerlandkreis         | 071          |                                                      | ?                         | ?                                                       | 51° 27′ 27″ N, 8° 32′ 12″ O     | | Wikidata |
| Fernmeldeturm Hünenburg                                         | Bielefeld                  | 164          | 1975                                                 | Deutsche Funkturm         | DVB-T2, DAB+, UKW                                       | 52° 0′ 53″ N, 8° 28′ 29″ O      | Vorgängerturm 1952 für die Fernseh-Richtfunkstrecke Hamburg-Köln gebaut | Wikidata |
| Fernmeldeturm Bochum                                            | Bochum                     | 138          |                                                      | Deutsche Funkturm         | UKW                                                     | 51° 29′ 22″ N, 7° 14′ 38″ O     | |          |
| Sender Bonn-Venusberg                                           | Bonn                       | 180          | 1984                                                 | WDR                       | UKW, DAB+, DVB-T2, MW (eingestellt)                     | 50° 42′ 28″ N, 7° 5′ 48″ O      | | Wikidata |
| Fernmeldeturm Schöppingen                                       | Kreis Borken               | 137          | 1992                                                 | Deutsche Funkturm         | ?                                                       | 52° 6′ 0″ N, 7° 15′ 49″ O       | | Wikidata |
| Mobilfunkturm Schöppinger Berg                                  | Kreis Borken               | 074          |                                                      | ?                         | ?                                                       | 52° 6′ 9″ N, 7° 14′ 52″ O       | | Wikidata |
| Funkturm Groß Reken Melchenberg                                 | Kreis Borken               | 060          | 2002                                                 | ?                         | ?                                                       | 51° 50′ 23″ N, 7° 2′ 23″ O      | Aussichtsplattform (30 m Höhe) |          |
| Fernsehsender Monschau (Fernmeldeturm Lammersdorf)              | Städteregion Aachen        | 066          | ?                                                    | Deutsche Funkturm         | UKW, Mobilfunk, TV eingestellt, Sendeantenne demontiert | 50° 37′ 54″ N, 6° 15′ 45″ O     | | Wikidata |
| Mittelwellensender Nordkirchen                                  | Kreis Coesfeld             | 099,5        | 1980                                                 | Deutsche Funkturm         | MW                                                      | 51° 45′ 19″ N, 7° 32′ 18″ O     | 2 Maste, gegen Erde isoliert, Sender am 31. Dezember 2015 stillgelegt, gesprengt | Wikidata |
| Sender Nottuln                                                  | Kreis Coesfeld             | 181          | 2005                                                 | WDR                       | UKW, DAB+, DVB-T2                                       | 51° 57′ 52″ N, 7° 21′ 37″ O     | | Wikidata |
| Florianturm                                                     | Dortmund                   | 208,5        | 1959                                                 | Deutsche Funkturm         | UKW, DAB+, DVB-T2                                       | 51° 29′ 47″ N, 7° 28′ 36″ O     | | Wikidata |
| Fernsehturm Duisburg                                            | Duisburg                   | 115          |                                                      | Deutsche Funkturm         | UKW                                                     | 51° 26′ 1″ N, 6° 46′ 39″ O      | |          |
| Fernmeldeturm Großhau                                           | Kreis Düren                | 121          |                                                      | Deutsche Funkturm         | UKW, Mobilfunk, DAB+                                    | 50° 44′ 13″ N, 6° 24′ 12″ O     | | Wikidata |
| Rheinturm                                                       | Düsseldorf                 | 240,5        | 1978–1982                                            | Deutsche Funkturm         | UKW, DAB+, DVB-T2, Mobilfunk                            | 51° 13′ 4″ N, 6° 45′ 42″ O      | | Wikidata |
| Fernmeldeturm Euskirchen                                        | Kreis Euskirchen           | 090          |                                                      | Deutsche Funkturm         | UKW                                                     | 50° 40′ 48″ N, 6° 48′ 12″ O     | |          |
| Fernmeldeturm Greven                                            | Kreis Steinfurt            | 096          |                                                      | Deutsche Funkturm         |                                                         | 52° 5′ 44″ N, 7° 35′ 52″ O      | |          |
| Fernmeldeturm Gütersloh                                         | Kreis Gütersloh            | 090          |                                                      | Deutsche Funkturm         |                                                         | 51° 54′ 23″ N, 8° 22′ 59″ O     | | Wikidata |
| Sender Langenberg                                               | Kreis Mettmann             | 301 + 170    | 1989 + 2000                                          | WDR                       | UKW, DAB+, DVB-T2, MW (eingestellt)                     | 51° 21′ 22″ N, 7° 8′ 2″ O       | 2 Maste | Wikidata |
| Fernmeldeturm Schwerte                                          | Kreis Unna                 | 158          |                                                      | Deutsche Funkturm         | UKW                                                     | 51° 27′ 43″ N, 7° 32′ 36″ O     | |          |
| Fernsehturm Essen                                               | Essen                      | 157,5        |                                                      | Deutsche Funkturm         | UKW, DVB-T2                                             | 51° 26′ 51″ N, 6° 59′ 47″ O     | | Wikidata |
| Sender Eifel-Bärbelkreuz                                        | Kreis Euskirchen           | 167          | 1985                                                 | WDR                       | UKW, DAB+                                               | 50° 25′ 21″ N, 6° 27′ 32″ O     | | Wikidata |
| Gelsenkirchen-Scholven                                          | Gelsenkirchen              | 060          | 2003                                                 | WDR                       | DVB-T2                                                  |                                 | auf ca. 130 m Halde Oberscholven |          |
| Sender Herford                                                  | Kreis Herford              | 109          | 1994                                                 | WDR                       | UKW, DAB+                                               | 52° 8′ 41″ N, 8° 43′ 29″ O      | |          |
| DECCA-Sender Madfeld                                            | Hochsauerlandkreis         | 100          | 1951                                                 | ?                         | LW-Funknavigation                                       | 51° 26′ 25″ N, 8° 42′ 40″ O     | Mast gegen Erde isoliert, 1994 abgerissen |          |
| Aussichtsturm Schomberg                                         | Hochsauerlandkreis         | 060          | 2006                                                 | ?                         | Mobilfunk                                               | 51° 14′ 17″ N, 8° 0′ 15″ O      | |          |
| Fernmeldeturm Bödefeld                                          | Hochsauerlandkreis         | 173          | 1966–1968                                            | Deutsche Funkturm         | DAB+, DVB-T2                                            | 51° 12′ 22″ N, 8° 22′ 38″ O     | |          |
| Fernmeldeturm Willebadessen                                     | Kreis Höxter               | 156          | 1993 (ab Sommer 2007: 132,5)                         | Deutsche Funkturm         | Mobilfunk, UKW, DAB+ (TV eingestellt)                   | 51° 37′ 17″ N, 8° 59′ 48″ O     | |          |
| Kurzwellenzentrum Jülich                                        | Kreis Düren                | <= 103       | April 2010 wurde die Sendeanlage komplett demontiert |                           | KW, MW                                                  | 50° 56′ 54″ N, 6° 21′ 40″ O     | Mehrere Türme verschiedener Höhe, abgerissen |          |
| Rundfunksender Kleve                                            | Kreis Kleve                | 112          | 1994                                                 | WDR                       | UKW, DAB+, DVB-T2                                       | 51° 47′ 11″ N, 6° 6′ 39″ O      | |          |
| Colonius                                                        | Köln                       | 266          | 1981                                                 | Deutsche Funkturm         | UKW, DAB+, DVB-T2                                       | 50° 56′ 48″ N, 6° 55′ 54″ O     | | Wikidata |
| Telekom-Hochhaus Köln-Sternengasse, Sternengasse 14–16          | Köln                       |              |                                                      | Deutsche Funkturm         | UKW                                                     | 50° 56′ 3″ N, 6° 57′ 13″ O      | |          |
| Pollonius                                                       | Köln                       | 115          | 1992                                                 | Deutsche Funkturm         | UKW                                                     | 50° 55′ 17″ N, 7° 0′ 16″ O      | |          |
| Fernmeldeturm Krefeld                                           | Krefeld                    | 103          |                                                      | Deutsche Funkturm         | UKW, Mobilfunk, Richtfunk                               | 51° 20′ 10″ N, 6° 36′ 1″ O      | |          |
| Sender Teutoburger Wald                                         | Kreis Lippe                | 290          | 1986                                                 | WDR                       | UKW, DAB+, DVB-T2                                       | 51° 54′ 21″ N, 8° 49′ 18″ O     | |          |
| Fernmeldeturm Köterberg                                         | Kreis Lippe                | 100          | 1971                                                 | Deutsche Funkturm         | DAB+                                                    | 51° 51′ 19″ N, 9° 19′ 31″ O     | |          |
| Fernmeldeturm Ebbegebirge                                       | Märkischer Kreis           | 150          | 1983                                                 | Deutsche Funkturm         | Mobilfunk, DAB+, TV abgeschaltet                        | 51° 8′ 48″ N, 7° 46′ 23″ O      | |          |
| Sender Nordhelle                                                | Märkischer Kreis           | 130          | 1983                                                 | WDR                       | UKW, DAB+, DVB-T2                                       | 51° 8′ 53″ N, 7° 45′ 24″ O      | |          |
| Fernmeldeturm Lange Sicht                                       | Märkischer Kreis           | 090          |                                                      | Deutsche Funkturm         |                                                         | 51° 13′ 48″ N, 7° 36′ 53″ O     | |          |
| Fernmeldeturm Jakobsberg                                        | Kreis Minden-Lübbecke      | 142          | 1978                                                 | Deutschen Funkturm        | UKW, DAB+, DVB-T2 HD                                    | 52° 14′ 30″ N, 8° 56′ 8″ O      | Vorgängerturm 1952 für die Fernseh-Richtfunkstrecke Hamburg-Köln gebaut | Wikidata |
| Funkübertragungsstelle Mönchengladbach                          | Mönchengladbach            | 090          |                                                      | Deutsche Funkturm         | UKW                                                     | 51° 11′ 41″ N, 6° 27′ 11″ O     | |          |
| Fernmeldeturm Moers                                             | Kreis Wesel                | 158          |                                                      | Deutsche Funkturm         | UKW, DVB-T, Richtfunk, Amateurfunk, Mobilfunk           | 51° 28′ 11″ N, 6° 39′ 2″ O      | |          |
| Fernmeldeturm Münster                                           | Münster                    | 229,5        | 1985/1986                                            | Deutsche Funkturm         | UKW, DAB+, DVB-T2                                       | 51° 56′ 59″ N, 7° 39′ 59″ O     | |          |
| Sendeturm Engelskirchen (Hohe Warte)                            | Oberbergischer Kreis       | 070          | 1992                                                 | ?                         | DAB+, DVB-T2, GSM, BOS                                  | 50° 58′ 46″ N, 7° 27′ 49″ O     | |          |
| Sender Olsberg                                                  | Hochsauerlandkreis         | 059          | 1985                                                 | WDR                       | UKW, DAB+                                               | 51° 20′ 20″ N, 8° 30′ 17″ O     | |          |
| Richtfunkturm Lohagen (Herlsener Weg 36, Nachrodt-Wiblingwerde) | Märkischer Kreis           | 00?          | 1952                                                 | Deutsche Funkturm         | ?                                                       | 51° 18′ 22,6″ N, 7° 36′ 30,7″ O | 1952 für die Fernseh-Richtfunkstrecke Hamburg-Köln gebaut |          |
| Fernmeldeturm Lohmar-Birk                                       | Rhein-Sieg-Kreis           | 134          | 1970?                                                | Deutsche Funkturm         | UKW, Mobilfunk                                          | 50° 49′ 43″ N, 7° 16′ 49″ O     | |          |
| Fernmeldeturm Mülheim-Speldorf                                  | Mülheim an der Ruhr        | 158          |                                                      | Deutsche Funkturm         | Mobilfunk, Amateurfunk                                  | 51° 25′ 31″ N, 6° 49′ 22″ O     | |          |
| Sender Großer Ölberg                                            | Rhein-Sieg-Kreis           | 063          |                                                      | ?                         | UKW, Mobilfunk                                          | 50° 40′ 56″ N, 7° 14′ 54″ O     | Erster Sendeturm in den 1950er Jahren für die Fernseh-Richtfunkstrecke Köln-Frankfurt/M. (Großer Feldberg)-München gebaut                                                                        |          |
| Sender Ederkopf                                                 | Kreis Siegen-Wittgenstein  | 161          |                                                      | WDR                       | UKW, DAB+, (TV eingestellt)                             | 50° 56′ 38″ N, 8° 12′ 46″ O     | |          |
| Sender Siegen-Giersberg                                         | Kreis Siegen-Wittgenstein  | 103          | 2001                                                 | WDR                       | UKW, DAB+, DVB-T2                                       | 50° 53′ 5″ N, 8° 2′ 25″ O       | |          |
| Fernmeldeturm Eisernhardt                                       | Kreis Siegen-Wittgenstein  | 134          |                                                      | Deutsche Funkturm         | DAB+, Richtfunk, Mobilfunk                              | 50° 50′ 32″ N, 8° 2′ 4″ O       | |          |
| Fernmeldeturm Solingen                                          | Solingen                   | 101          |                                                      | Deutsche Funkturm         | UKW (Lokalradio 0,2KW)                                  | 51° 11′ 17″ N, 7° 4′ 38″ O      | |          |
| Fernmeldeturm Beckum                                            | Kreis Warendorf            | 035          | 1952                                                 | Deutsche Funkturm         | ?                                                       | 51° 44′ 11″ N, 8° 3′ 25″ O      | 1952 für die Fernseh-Richtfunkstrecke Hamburg-Köln gebaut |          |
| Fernmeldeturm Langer Heinrich                                   | Kreis Wesel                | 158          | 1983                                                 | Deutsche Funkturm         | ?                                                       | 51° 39′ 31″ N, 6° 37′ 21″ O     | |          |
| Fernmeldeturm Tecklenburg                                       | Kreis Steinfurt            | 112          |                                                      | Deutsche Funkturm         | ?                                                       | 52° 13′ 27″ N, 7° 50′ 53″ O     | |          |
| Fernmeldeturm Höxter                                            | Kreis Höxter               | 090          |                                                      | Deutsche Funkturm         | UKW, DAB+                                               | 51° 43′ 42″ N, 9° 29′ 15″ O     | Die Bezeichnung bezieht sich auf den vorrangigen Zielort der Ausstrahlungen, nämlich Höxter. Der Turm befindet sich auf dem Gemeindegebiet des Ortsteils Neuhaus im Solling der Stadt Holzminden |          |
| Sender Blomenkamp (Sender Schafberg)                            | Kreis Steinfurt            | 091          |                                                      | WDR                       | UKW, DAB+                                               | 52° 16′ 25″ N, 7° 49′ 3″ O      | |          |
| Fernmeldeturm Velbert                                           | Kreis Mettmann             | 115          |                                                      | Deutsche Funkturm         | ?, Mobilfunk (Telekom)                                  | 51° 19′ 58″ N, 7° 2′ 53″ O      | | Wikidata |
| Sender Wesel                                                    | Kreis Wesel                | 320,8        | 1968                                                 | Deutsche Funkturm         | UKW, DAB+, DVB-T2                                       | 51° 38′ 55″ N, 6° 34′ 40″ O     | |          |
| Sender Witzhelden                                               | Rheinisch-Bergischer Kreis | 220          | 1960                                                 | Deutsche Funkturm         | UKW, DAB                                                | 51° 7′ 7″ N, 7° 5′ 59″ O        | Am 7. November 2017 abgerissen (gesprengt). Im Volksmund Langer Äu genannt. |          |
| Fernmeldeturm Witzhelden                                        | Rheinisch-Bergischer Kreis | 134          |                                                      | Deutsche Funkturm         |                                                         | 51° 7′ 31″ N, 7° 6′ 36″ O       | |          |
| Fernmeldeturm Willich                                           | Kreis Viersen              | 123          |                                                      | Deutsche Funkturm         |                                                         | 51° 14′ 17″ N, 6° 33′ 42″ O     | |          |
| Sender Wuppertal-Königshöhe                                     | Wuppertal                  | 00?          | ?                                                    | WDR                       | DAB+                                                    | 51° 14′ 15,6″ N, 7° 7′ 17,4″ O  | |          |
| Fernmeldeturm Wuppertal-Küllenhahn                              | Wuppertal                  | 098,5        | 1953                                                 | Deutsche Funkturm         | DVB-T2, GSM                                             | 51° 13′ 53″ N, 7° 8′ 34″ O      | |          |
| Fernmeldeturm Wuppertal-Westfalenweg                            | Wuppertal                  | 128          | 1985                                                 | Deutsche Funkturm         | UKW, Mobilfunk, LTE450, Behördenfunk                    | 51° 16′ 48″ N, 7° 7′ 56″ O      | |          |
| Richtfunkturm Osterwick                                         | Kreis Coesfeld             | 115          | 1973                                                 |                           | Richtfunk                                               | 52° 1′ 7″ N, 7° 11′ 0″ O        | Am 9. Februar 2013 abgerissen (gesprengt). Im Volksmund Lange Ida genannt. |          |
| Sender Datteln                                                  | Kreis Recklinghausen       | unter 10     |                                                      |                           | KW                                                      | 51° 38′ 36″ N, 7° 19′ 49″ O     | 3 Maste als Träger für Dipol EUROPA 24 |          |
| Sender Kall-Krekel                                              | Kreis Euskirchen           |              | 1965                                                 | Shortwaveservice          | DAB+ (Versuchsabstrahlungen), KW, MW (eingestellt)      | 50° 28′ 41″ N, 6° 31′ 23″ O     | früher Polizeifunk |          |